# Ian Maatsen
Ian Maatsen, né le 10 mars 2002 à Flardingue aux Pays-Bas, est un footballeur international néerlandais, qui évolue au poste de défenseur à Aston Villa.

## Biographie

### Chelsea FC
Né à Flardingue aux Pays-Bas, Ian Maatsen est formé par le Feyenoord Rotterdam puis le Sparta Rotterdam avant de rejoindre le centre de formation du PSV Eindhoven. Il est repéré par le Chelsea FC, qui le recrute lors de l'été 2018.
Il fait ses débuts en professionnel le 25 septembre 2019, lors d'une rencontre de coupe de la Ligue anglaise face à Grimsby Town. Il entre en jeu à la place de Marcos Alonso ce jour-là, et Chelsea s'impose largement sur le score de sept buts à un.
Le 10 mars 2020, jour de ses 18 ans, Ian Maatsen signe un nouveau contrat avec Chelsea, le liant au club jusqu'en juin 2024,.

### Prêts
Le 13 octobre 2020, Ian Maatsen est prêté à Charlton Athletic, club évoluant alors en League One (troisième division).
Le 30 juillet 2021, Maatsen est à nouveau prêté, cette fois à Coventry City pour une saison. Le 2 octobre 2021, il inscrit son premier but pour Coventry lors d'une rencontre de championnat face au Fulham FC. Son équipe l'emporte par quatre buts à un ce jour-là,.
Le 15 juillet 2022, Ian Maatsen est prêté pour une saison au Burnley FC. Titulaire le 2 janvier 2023, lors d'une rencontre de championnat contre Swansea City, Maatsen se fait remarquer en réalisant un doublé. Buteur sur coup franc direct sur l'ouverture du score, il marque de nouveau dix minutes plus tard et permet à son équipe de s'imposer (1-2 score final),. Ses prestations lors du mois de janvier 2023 lui valent d'être nommé joueur du mois en Championship.
Juste après avoir prolongé son contrat à Chelsea jusqu'en juin 2026, Ian Maatsen est prêté le 12 janvier 2024 au Borussia Dortmund jusqu'à la fin de la saison. Le 1er juin 2024, il est titulaire lors  de la finale de la Ligue des champions que le club allemand perd face au Real Madrid (2-0).

### En sélection
Avec les moins de 17 ans, il participe au championnat d'Europe des moins de 17 ans en 2019. Il est titulaire lors de cette compétition où il évolue principalement au milieu de terrain. Il s’illustre lors de ce tournoi en marquant un but lors du premier match contre la Suède, puis en délivrant une passe décisive lors de la demi-finale face à l'Espagne, et enfin en inscrivant un but en finale face à l'Italie, match que son équipe remporte par quatre buts à deux.
Il participe quelques mois plus tard à la Coupe du monde des moins de 17 ans organisée au Brésil. Lors du mondial junior, il est de nouveau titulaire et joue six matchs. Les Pays-Bas se classent quatrième du mondial, en étant battus par la France lors de la « petite finale ».
Le 7 septembre 2021, Ian Maatsen joue son premier match avec l'équipe des Pays-Bas espoirs, contre la Moldavie. Il entre en jeu ce jour-là et son équipe s'impose sur le score de trois buts à zéro. Le 12 novembre 2021, il inscrit son premier but avec les espoirs, contre la Bulgarie (victoire 3-1). Ces rencontres rentrent dans le cadre des éliminatoires de l'Euro espoirs 2023.
Le 1er septembre 2023, Ian Maatsen est convoqué pour la première fois avec l'équipe nationale des Pays-Bas par le sélectionneur Ronald Koeman.
À la suite de la blessure de Teun Koopmeiners, Ian Maatsen se voit intégrer la liste des Néerlandais disputant l'Euro 2024 mais il ne participe à aucune rencontre.
Le 23 mars 2025, Ian Maatsen honore sa première sélection avec l'équipe des Pays-Bas en étant titularisé face à l'Espagne en Ligue des nations. Il inscrit le même soir son premier but avec la sélection néerlandaise, qui s'incline finalement à l'issue de la séance de tirs au but.

## Statistiques
| Saison                | Club                     | Championnat           | Championnat | Championnat | Championnat | Coupe nationale | Coupe nationale | Coupe nationale | Coupe de la Ligue | Coupe de la Ligue | Coupe de la Ligue | Compétition(s) continentale(s) | Compétition(s) continentale(s) | Compétition(s) continentale(s) | Compétition(s) continentale(s) | Pays-Bas | Pays-Bas | Pays-Bas | Total | Total | Total |
| Saison                | Club                     | Division              | M.          | B.          | P.d.        | M.              | B.              | P.d.            | M.                | B.                | P.d.              | Comp.                          | M.                             | B.                             | P.d.                           | M.       | B.       | P.d.     | M.    | B.    | P.d.  |
| 2019-2020             | Chelsea FC               | Premier League        | -           | -           | -           | -               | -               | -               | 1                 | 0                 | 0                 | -                              | -                              | -                              | -                              | -        | -        | -        | 1     | 0     | 0     |
| 2023-2024             | Chelsea FC               | Premier League        | 12          | 0           | 0           | -               | -               | -               | 3                 | 0                 | 0                 | -                              | -                              | -                              | -                              | -        | -        | -        | 15    | 0     | 0     |
| Sous-total            | Sous-total               | Sous-total            | 12          | 0           | 0           | -               | -               | -               | 4                 | 0                 | 0                 | -                              | -                              | -                              | -                              | -        | -        | -        | 16    | 0     | 0     |
| 2020-2021             | Charlton Athletic (prêt) | League One            | 34          | 1           | 3           | 1               | 0               | 0               | -                 | -                 | -                 | -                              | -                              | -                              | -                              | -        | -        | -        | 35    | 1     | 3     |
| 2021-2022             | Coventry FC (prêt)       | Championship          | 40          | 3           | 1           | 1               | 0               | 0               | 1                 | 0                 | 0                 | -                              | -                              | -                              | -                              | -        | -        | -        | 42    | 3     | 1     |
| 2022-2023             | Burnley (prêt)           | Championship          | 39          | 4           | 6           | 2               | 0               | 0               | 1                 | 0                 | 0                 | -                              | -                              | -                              | -                              | -        | -        | -        | 42    | 4     | 6     |
| 2023-2024             | Borussia Dortmund (prêt) | Bundesliga            | 16          | 2           | 2           | -               | -               | -               | -                 | -                 | -                 | C1                             | 7                              | 1                              | 0                              | -        | -        | -        | 23    | 3     | 2     |
| 2024-2025             | Aston Villa              | Premier League        | 29          | 1           | 2           | 4               | 0               | 0               | 2                 | 0                 | 0                 | C1                             | 10                             | 1                              | 0                              | 1        | 1        | 0        | 46    | 3     | 2     |
| Sous-total            | Sous-total               | Sous-total            | 29          | 1           | 2           | 4               | 0               | 0               | 2                 | 0                 | 0                 | -                              | 10                             | 1                              | 0                              | 1        | 1        | 0        | 46    | 3     | 2     |
| Total sur la carrière | Total sur la carrière    | Total sur la carrière | 170         | 11          | 14          | 8               | 0               | 0               | 8                 | 0                 | 0                 | -                              | 17                             | 2                              | 0                              | 1        | 1        | 0        | 204   | 14    | 14    |

## Palmarès

### En club
- Burnley FC
  - Champion d'Angleterre de deuxième division en 2023.

- Borussia Dortmund
  - Finaliste de la Ligue des champions en 2024.

### En sélection
- Pays-Bas -17 ans
  - Vainqueur du Championnat d'Europe en 2019.

### Distinctions personnelles
- Membre de l'équipe-type de deuxième division anglaise en 2023.
- Membre de l'équipe-type de la Ligue des champions en 2024[20].